# Preston Island
Preston Island ist die größte Insel in der Gruppe der Henkes-Inseln vor dem südlichen Ende der westantarktischen Adelaide-Insel.
Die hydrographische Vermessungseinheit der Royal Navy nahm zwischen 1962 und 1963 geodätische Vermessungen der Insel vor. Das UK Antarctic Place-Names Committee benannte sie am 12. Februar 1964 nach Frank Preston (* 1938), Geodät des British Antarctic Survey und Leiter der Gruppe, die 1961 als erste auf der Adelaide-Insel überwinterte.